# Jonathan Burkardt
Jonathan Michael Burkardt (Darmstadt,11 juli 2000) is een Duits voetballer die doorgaans als centrumspits speelt. Hij verruilde Mainz 05 in juli 2025 voor Eintracht Frankfurt. Burkardt debuteerde in 2024 in het Duits elftal.

## Clubcarrière

### Jeugd
Burkardt begon met voetballen in de jeugd van SV Darmstadt. In juli 2014 verruilde hij deze voor die van Mainz 05 waar hij in de onder 14 terecht kwam.  Hij doorliep alle jeugdelftallen om in het seizoen 2015/16 voor de onder 17 uit te gaan komen. Hij speelde daar samen met onder andere Lennart Grill en Christian Kinsombi. Op 16 augustus 2015 maakte hij zijn eerste officiële minuten tijdens de met 1-0 verloren uitwedstrijd tegen zijn leeftijdsgenoten van FC Augsburg. Hij kwam in de 52e minuut in het veld voor Fatih Kaya. In twee seizoenen kwam hij tot 30 wedstrijden in de onder 17.  In het seizoen 2016/17 schoof hij door richting de onder 19 waar hij met trainer Bo Svensson te maken kreeg. Hij werd medespeler van onder andere Leandro Barreiro. Op 13 augustus 2017 debuteerde hij in de onder 19 tijdens de met 1-3 gewonnen uitwedstrijd tegen Karlsruher SC. Hij kwam in de 70e minuut in de ploeg.  In het seizoen 2018/19 trainde hij regelmatig mee met het eerste elftal en maakte hij daar zijn debuut. In twee seizoenen speelde hij 35 wedstrijden in de onder 19 waarin hij 21 keer wist te scoren.

### 1.FSV Mainz 05
In de zomer van 2018 tekende Burkhardt zijn eerste profcontract met een looptijd tot 2020. Tijdens de voorbereiding op het seizoen 2018/19 nam trainer Sandro Schwarz hem als A-junior mee op trainingskamp naar Venlo.  Burkhardt speelde in mee in de oefenwedstrijden tegen KFC Uerdingen en RSC Charleroi. Op 1 september 2018 werd hij voor de eerste keer aan de wedstrijdselectie toegevoegd tijdens de competitie tegen 1. FC Nürnberg. Hij bleef in het Max-Morlock-Stadion in Nürnberg de gehele wedstrijd op de bank. Twee weken later op 15 september debuteerde hij als linksbuiten tijdens de thuiswedstrijd tegen FC Augsburg. Hij speelde direct de volledige 90 minuten mee. Kort daarop verlengde hij zijn contract tot 2022. In de daaropvolgende weken kwam hij nog drie keer als basisspeler in actie. Daar bleef het de rest van het seizoen bij voor wat betreft het eerste elftal. Hij speelde de rest van het seizoen in de onder 19.  
In het begin van het seizoen 2019/20 kwam Burkhardt als wisselspeler regelmatig in actie. Wegens tegenvallende resultaten werd trainer Schwarz ontslagen en kwam Achim Beierlorzer als zijn opvolger. De trainerswissel pakte niet goed uit voor Burkhardt die de rest van het seizoen grotendeels op de reservebank terecht kwam. In de 32e competitieronde op 17 juni maakte hij zijn eerste doelpunt in de Bundesliga. Hij maakte na een voorzet van Ridle Baku in de 33e minuut de openingsgoal tijdens de met 0–2 gewonnen competitiewedstrijd uit bij Borussia Dortmund. Het seizoen 2020/21 kende een rumoerig verloop waarin Burkhardt onder vier verschillende trainers speelde. Na twee wedstrijden werd Beierlorzer ontslagen en opgevolgd door Jan-Moritz Lichte. Deze trainer had vertrouwen in hem waardoor hij de nodige speelminuten maakte op het hoogste Duitse niveau. In december werd Lichte aan de kant gezet en voor één wedstrijd opgevolgd door Jan Siewert, die tijdelijk werd doorgeschoven vanuit de jeugdopleiding Uiteindelijk nam Burkhardts jeugdtrainer Bo Svensson de taken definitief  over. Deze laatste wissel pakte goed uit voor Burkhardt die regelmatig in het basiselftal werd opgesteld. 
In de zomer van 2021 verlengde Burkhardt zijn contract tot 2024. In het seizoen 2021/22 kwam zijn definitieve doorbraak en groeide hij uit tot een onbetwiste basisspeler. Vanaf de eerste competitiewedstrijd tegen RB Leipzig tot en met de laatste tegen Eintracht Frankfurt kwam hij elke wedstrijd in actie. Hiervan stond hij 32 keer in de basis en kwam hij twee keer als invaller op het veld. In het seizoen 2022/23 ontbrak Burkhardt vanwege een hamstringblessure bij de start van de competitie. Hij onderging later in het seizoen in december een eerste knieoperatie gevolgd door een tweede in mei 2023. In het seizoen 2023/24 op 26 november 2023 maakte hij na bijna een jaar weer zijn eerste minuten tijdens de uitwedstrijd tegen TSG 1899 Hoffenheim. In de 73e minuut bracht coach Jan Siewert hem in de ploeg voor Lee Jae-sung.. Twee weken later maakte hij zijn comeback als basisspeler in de wedstrijd tegen 1. FC Köln.

## Clubstatistieken
| Seizoen                         | Club            | Competitie      | Competitie | Competitie | Beker | Beker | Internationaal | Internationaal | Overig | Overig | Totaal | Totaal |  |
| Seizoen                         | Club            | Competitie      | Wed.       | Dlp.       | Wed.  | Dlp.  | Wed.           | Dlp.           | Wed.   | Dlp.   | Wed.   | Dlp.   |  |
| ------------------------------- | --------------- | --------------- | ---------- | ---------- | ----- | ----- | -------------- | -------------- | ------ | ------ | ------ | ------ |  |
| 2018/19                         | 1.FSV Mainz 05  | 1. Bundesliga   | 4          | 0          | 0     | 0     | 0              | 0              | 2      | 0      | 6      | 0      |  |
| 2019/20                         | 1.FSV Mainz 05  | 1. Bundesliga   | 8          | 1          | 1     | 0     | 0              | 0              | 2      | 1      | 11     | 2      |  |
| 2020/21                         | 1.FSV Mainz 05  | 1. Bundesliga   | 29         | 2          | 2     | 0     | 0              | 0              | 0      | 0      | 31     | 2      |  |
| 2021/22                         | 1.FSV Mainz 05  | 1. Bundesliga   | 34         | 11         | 3     | 3     | 0              | 0              | 0      | 0      | 37     | 14     |  |
| 2022/23                         | 1.FSV Mainz 05  | 1. Bundesliga   | 11         | 1          | 1     | 0     | 0              | 0              | 0      | 0      | 12     | 1      |  |
| 2023/24                         | 1.FSV Mainz 05  | 1. Bundesliga   | 3          | 0          | 0     | 0     | 0              | 0              | 0      | 0      | 3      | 0      |  |
| Carrière totaal                 | Carrière totaal | Carrière totaal | 89         | 15         | 7     | 3     | 0              | 0              | 4      | 1      | 100    | 19     |  |
| Bijgewerkt tot 13 december 2023 |                 |                 |            |            |       |       |                |                |        |        |        |        |  |

- In het seizoen 2018/19 speelde Burkhardt twee wedstrijden met het tweede elftal mee in de Regionalliga Südwest;[33]
- Een seizoen later speelde hij nogmaals twee wedstrijden met het tweede elftal. Hierin wist hij één keer te scoren;[34]

## Interlandcarrière
Burkardt speelde voor alle Duitse nationale jeugdselecties vanaf Duitsland –15 en won met Duitsland –21 het EK –21 van 2021. In oktober 2024 maakte hij zijn debuut voor de A-selectie van het Duits elftal in de met 1-2 gewonnen UEFA Nations League-wedstrijd tegen Bosnië en Herzegovina.

## Erelijst
| Europees kampioen –21 | 1x | 2021 |